# Proutictis anomalata
Proutictis anomalata là một loài bướm đêm trong họ Geometridae.